# 内堀通

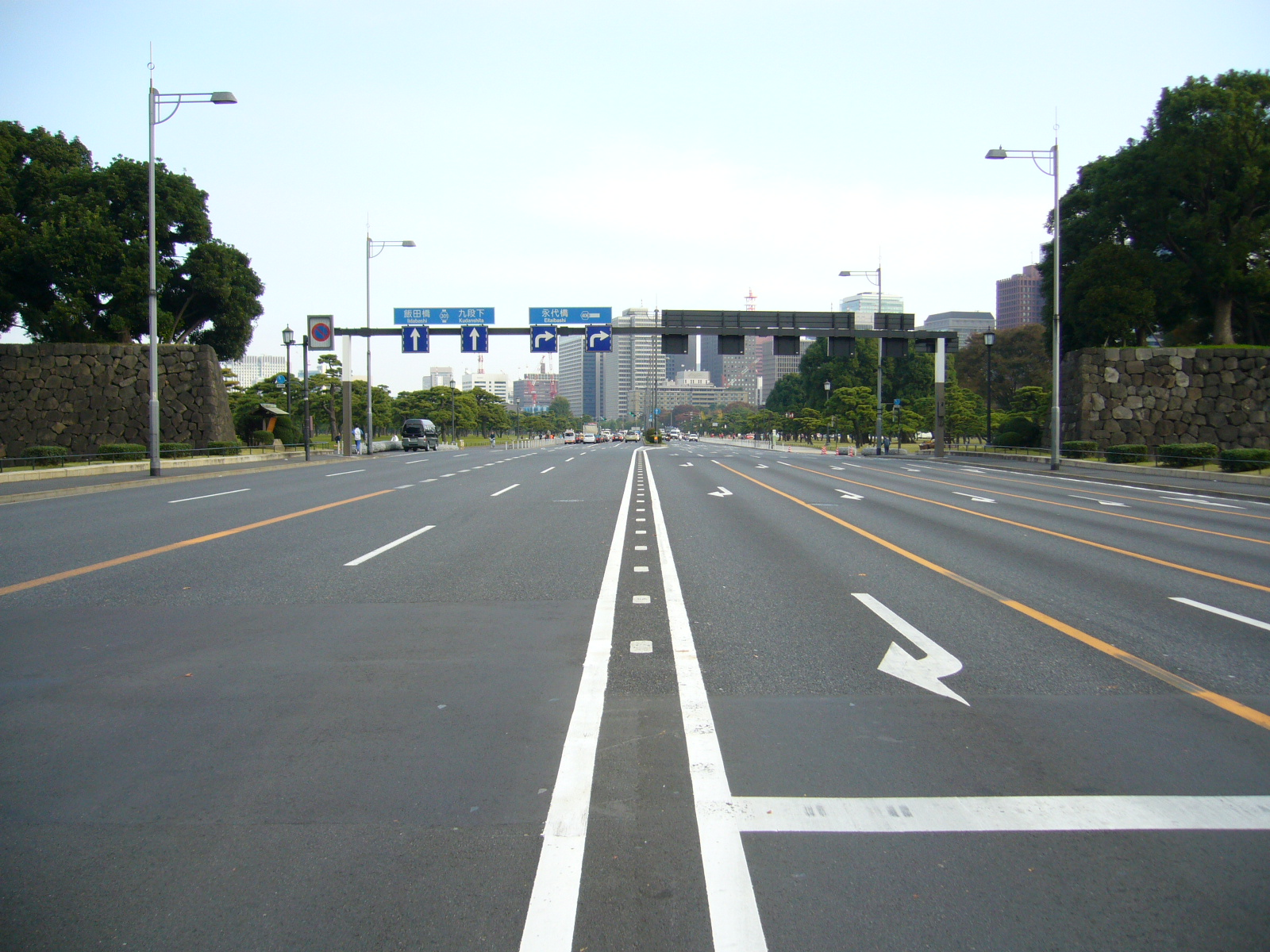
内堀通り（祝田橋交差点から二重橋前方面）

内堀通（日语：／ Uchibori tōri）是指圍繞東京都千代田區皇居的東京都道401號麴町竹平線全線，部分路段與後述3條道路共線：
- 東京都道301號白山祝田田町線（平川門交差點〜祝田橋交差點）
- 國道1號（祝田橋交差點〜櫻田門交差點）
- 國道20號（日比谷交差點〜半藏門交差點）

平川門交差點至祝田橋交差點的路段在禮拜日與假期期間，早上10點至下午4點之間僅允許行人、腳踏車、觀光巴士等部分允許車輛通行（天候因素除外）。

## 交會道路
- 晴海通－祝田橋交差點
- 櫻田通（國道1號）－櫻田門交差點
- 六本木通－國會前交差點
- 青山通（國道246號）－三宅坂（日语：三宅坂）交差點
- 新宿通（國道20號）－半藏門交差點
- 早稻田通（日语：早稲田通り）－田安門交差點
- 目白通－九段下交差點
- 代官町通（日语：代官町通り）－竹橋交差點
- 白山通（日语：白山通り）－平川門交差點
- 永代通（日语：永代通り）－大手門交差點

## 重複道路
- 靖国通－九段坂上交差點〜九段下交差點

## 建築物
- 警視廳
- 憲政紀念館（日语：憲政記念館）
- 最高裁判所
- 國立劇場
- （グランドアーク半蔵門）
- FM東京
- 半藏門媒體中心（半蔵門メディアセンター）（東京都會電視台）
- 英國駐日大使館
- 飛島建設（日语：飛島建設）本社
- 山種美術館（日语：山種美術館）
- 二松學舍大學、二松學舍大學附屬高等學校（日语：二松学舎大学附属高等学校）
- 昭和館
- 北之丸廣場（日语：北の丸スクエア）
- 九段會館
- 千代田區役所
- 青空銀行本店
- 九段第二合同廳舍（東京法務局、麴町稅務署、中央勞動基準監督署）
- 九段合同廳舍
- 巴樂斯賽德大廈（パレスサイドビル）（每日新聞社本社）
- 丸紅本社
- 氣象廳
- 東京消防廳、丸之內消防署
- 三井物產本社
- 里索那Maruha大廈（りそなマルハビル）（Maruha（日语：マルハ）本社）
- Palace Hotel（日语：パレスホテル）